# The Soft Parade (àlbum)
The Soft Parade és el quart àlbum de la banda de rock nord-americana The Doors, publicat al 1969 per Elektra Records. El productor Paul A. Rothchild va recomanar un canvi respecte als tres primers àlbums de la banda; desenvolupar un so més complet afegint seccions de corda i metall arranjades per Paul Harris.
L’àlbum va aconseguir pujar fins al número 6 de la llista Billboard 200, però no va arribar tant lluny a les llistes europees com el seu anterior treball, Waiting for the Sun.

## Enregistrament
Al llarg de l’any 1968 la banda es va establir com un dels grups més populars dels Estats Units després del gran èxit aconseguit per Waiting for the Sun, que va ser numero 1 a la llista Billboard 200, així com també un dels seus senzills, «Hello, I Love You». Això els va portar a realitzar una gira esgotadora que els va dur a Europa i que als Estats Units els va permetre tocar davant de públics molt nombrosos en recintes tan importants com el Forum de Los Angeles, el Hollywood Bowl i el Madison Square Garden de Nova York.
En contrapartida, aquesta situació els va deixar poc temps per a la composició de nous temes. Les primeres sessions de gravació van ser al juliol del 1968, on el grup va enregistrar «Wild Child» i «Wishful Sinful», i on també van repescar «Easy Ride», que havia estat descartada per formar part del seu predecessor.
Al novembre van tornar a entrar a l’estudi per continuar treballant en el nou àlbum, una tasca que no es va completar fins al maig del 1969. Això va ser degut en part a la producció perfeccionista de Paul A. Rothchild, qui en aquell moment era addicte a la cocaïna i molt estricte en el seu lideratge, fent repetir nombroses preses de les cançons.
The Soft Parade va ser de llarg el disc més car de la banda, tenint un cost total de 80.000$ envers els 10.000$ que va costar el seu àlbum debut.

## Publicació
L’àlbum va ser publicat el 18 de juliol de 1969. Va arribar al número 6 de la llista Billboard 200, en què roman durant 28 setmanes.
Prèviament ja s’havien llançat tres senzills promocionals amb sort diversa. Mentre que «Touch Me» (desembre 1968) va ser un dels grans èxits de The Doors, assolint el número 3 de la llista Billboard Hot 100, els dos següents, «Wishful Sinful» (març 1969) i «Tell All the People» (juny 1969) només van poder arribar als números 44 i 57 respectivament.
Després de la publicació de l'àlbum ja només es va llançar el quart i últim senzill de l’àlbum, «Runnin’ Blue» (agost 1969), un altre èxit menor a l’aconseguir només la posició 64.
L’any 1987, amb un milió d’unitats venudes, The Soft Parade va assolir la categoria de disc de platí.

## Llista de cançons
Totes les cançons van ser arranjades per John Densmore, Robby Krieger, Ray Manzarek i Jim Morrison.
| 1. | «Tell All the People» | Robby Krieger     | 3:24 |
| 2. | «Touch Me»            | Krieger           | 3:15 |
| 3. | «Shaman's Blues»      | Jim Morrison      | 4:45 |
| 4. | «Do It»               | Krieger, Morrison | 3:01 |
| 5. | «Easy Ride»           | Morrison          | 2:35 |

| 1. | «Wild Child»      | Morrison | 2:36 |
| 2. | «Runnin' Blue»    | Krieger  | 2:27 |
| 3. | «Wishful Sinful»  | Krieger  | 2:56 |
| 4. | «The Soft Parade» | Morrison | 8:40 |

## Personal
Informació provinent de l'edició original d'Elektra de 1969.
The Doors
- Jim Morrison – veu
- Ray Manzarek – teclats
- Robbie Krieger – guitarra, veu d’acompanyament a «Runnin’ Blue»
- John Densmore – bateria

Músics addicionals
- Doug Lubahn – baix
- Harvey Brooks – baix
- Curtis Amy – solos de saxòfon
- George Bohanan – solo de trombó
- Champ Webb – solo de corn anglès
- Jesse McReynolds – mandolina
- Jimmy Buchanan – violí
- Reinol Andino – conga

### Producció
- Producció – Paul A. Rothchild
- Coordinador de Producció – Jac Holzman
- Enginyeria – Bruce Botnick
- Arranjaments orquestrals – Paul Harris
- Direcció artística/Disseny – William S. Harvey
- Fotografia – Joel Brodsky

## Llistes

#### Àlbum
| Any  | Llista        | Posició | Setmanes llista |
| ---- | ------------- | ------- | --------------- |
| 1969 | Billboard 200 | 6       | 28              |

Senzills
| Any  | Senzill (Cara A / Cara B)           | Llista            | Posició | Setmanes llista |
| ---- | ----------------------------------- | ----------------- | ------- | --------------- |
| 1968 | «Touch Me» / «Wild Child»           | Billboard Hot 100 | 3       | 13              |
| 1969 | «Wishful Sinful» / «Who Scared You» | Billboard Hot 100 | 44      | 6               |
| 1969 | «Tell All the People» / «Easy Ride» | Billboard Hot 100 | 57      | 9               |
| 1969 | «Runnin' Blue» / «Do It»            | Billboard Hot 100 | 64      | 6               |

### Certificacions
| País                                              | Certificació | Unitats venudes |
| ------------------------------------------------- | ------------ | --------------- |
| Estats Units (RIAA)                               | Platí        | 1.000.000^      |
| Regne Unit (BPI)                                  | Plata        | 60.000^         |
| Canadà (Music Canada)                             | Platí        | 100.000^        |
| Austràlia (ARIA)                                  | Or           | 35.000^         |
| ^ Indica vendes basades només en la certificació. |              |                 |